# Euripides
Euripides (tiếng Hy Lạp cổ: Εὐριπίδης) (khoảng 480 – 406 tr CN) là một trong ba nhà kịch vĩ đại của Athena thời Hy Lạp cổ điển, cùng với Aeschylus và Sophocles. Một số học giả cổ đại quy 95 vở kịch cho ông nhưng theo Suda (cuốn bách khoa toàn thư Byzantine thế kỉ 10) cho là nhiều nhất chỉ có 92 vở. Trong số chúng, 18 hoặc 19 vở còn tồn tại nguyên vẹn (có những tranh cãi xung quanh tác giả vở Rhesus, chủ yếu do văn phong) và cũng còn lại các đoạn, một số là đoạn chính, của hầu hết các vở còn lại. Việc nhiều vở kịch của ông còn tồn tại hơn của cả hai tác gia kia gộp lại, một phần do may mắn thuần túy và một phần bởi vì sự phổ biến của ông gia tăng còn của hai người kia giảm đi - ông đã trở thành, trong thời kỳ Hy Lạp hóa, một hòn đá tảng của nền giáo dục văn học cổ đại, cùng với Homer, Demosthenes và Menander.
Euripides gắn với những cách tân trong sân khấu thứ đã ảnh hưởng sâu sắc tới ngành kịch cho tới thời hiện đại, đặc biệt là trong cách thể hiện các anh hùng thần thoại, truyền thống như những người bình thường trong các hoàn cảnh phi thường. Cách tiếp cận này dẫn ông tới những tiến bộ tiên phong mà các nhà văn về sau tiếp nhận trong tân hài kịch (nea) ở thời đại Macedonia, một vài trong số đó đặc trưng cho văn học lãng mạn thời Trung Cổ. Tuy nhiên ông cũng trở thành "người bi đát nhất trong các nhà thơ", tập trung vào đời sống và những động lực nội tập của nhân vật của ông theo cách chưa từng được biết tới. Ông là người sáng tạo của "khuôn khổ mà là sân khấu của Othello của Shakespeare, Phèdre của Racine, của Ibsen vàStrindberg", trong đó "...những người đàn ông và đàn bà bị giam hãm hủy diệt lẫn nhau bởi cường độ tình yêu và thù hận của họ", và thêm nữa ông là ông tổ văn chương của các nhà hài kịch từ Menander tới George Bernard Shaw.
Ông cũng là độc nhất trong số các nhà văn cổ Athena vì mối quan tâm ông bày tỏ hướng tới mọi nạn nhân của xã hội, gồm cả phụ nữ. Các khán giả nam bảo thụ thường bị sốc bởi những yếu tố "dị giáo" ông đưa vào miệng các nhân vật, chẳng hạn nữ anh hùng Medea của ông:
Chẳng thà ta đứng
Ba lần trong những trận chiến của họ, khiên trong tay,
Hơn là sinh ra đứa trẻ!
Những người đương thời liên hệ ông với Socrates như người lãnh đạo của phong trào trí thức suy đồi, cả hai người họ thường bị đả kích bởi các nhà thơ trào phúng như Aristophanes. Trong khi Socrates cuối cùng bị đem ra xử và bị tử hình vì tội làm bại hoại văn hóa, Euripides chọn một sự lưu đày tự nguyện vào tuổi già, và chết ở Macedonia. Một số nghiên cứu gần đây nghi ngờ các tiểu sử thời cổ về Euripides. Chẳng hạn, có thể là ông chưa bao giờ thăm Macedonia, hoặc, nếu ông từng thăm, ông có thể đã được mời gọi bởi Vua Archelaus giống như cách đối đãi ông vua này dành cho những nghệ sĩ khác.

## Cuộc đời
Các phương pháp truyền thống về đời sống của tác giả được tìm thấy trong nhiều bài bình luận và bao gồm các chi tiết như sau: Ông sinh ra trên Đảo Salamis vào khoảng năm 480 trước Công nguyên, với cha mẹ là Cleito (mẹ) và Mnesarchus (cha), một người bán lẻ sống trong một ngôi làng gần Athens. Khi nhận được lời tiên tri rằng con trai của ông có số phận để tập hợp được "vương miện nên chiến thắng", Mnesarchus nhấn mạnh cậu bé luyện theo nghiệp điền kinh. But cậu bé đã được định sẵn cho một sự nghiệp trên sân khấu (cậu bé chỉ được định đoạt năm chiến thắng, một trong những chiến thắng sau đó). Mr. server in a short time with a way to as the vũ công vừa là người cầm nắm trong các buổi lễ của Apollo Zosterius. Việc học của ông không giới hạn trong điền kinh, ông học cả hội họa và triết học dưới sự chỉ huy của các bậc thầy Prodicus và Anaxagoras . Ông có hai cuộc hôn nhân thảm khốc và cả hai vợ chồng ông - Melite and Choerine (người sau sinh cho ông ba người con trai) - đều không chung thủy. Anh trở thành một người sống ẩn dật, kiếm sống cho mình trong một hang động ở Salamis (Cave of Euripides , seek that a phái viết kịch phát triển sau khi anh qua đời). "Ở đó, anh ấy đã xây dựng một ấn tượng thư viện và theo đuổi giao cảm hàng ngày với biển và bầu trời". Cuối cùng, ông lui tới "triều đình mộc mạc" của Vua Archelaus ở Macedonia, nơi ông qua đời, vào năm 406 trước Công nguyên. Tuy nhiên, như cập nhật đề trong giới thiệu, những tiểu tiết sử dụng như vậy nên được xem xét với sự nghi ngờ, hầu như hoàn toàn xuất phát từ ba nguồn không đáng tin cậy.
°văn học dân gian, được mọi người sử dụng để tô màu cho cuộc sống của các tác giả nổi tiếng;
°nhại lại, được các nhà thơ truyện sử dụng để chế biến các nhà thơ bi thảm;
°manh mối 'tự truyện' thu thập được từ vở kịch còn tồn tại của anh ấy (một phần nhỏ trong tổng sản lượng của anh ấy).Wikipedia  site:vi.wikiarabi.org

## Sự nghiệp
Một cuộc đời huyền thoại
Euripides là người trẻ nhất trong nhóm ba nhà bi kịch lớn, những người gần như là cùng một thời điểm: vở kịch đầu tiên được dựng lên ba năm sau khi Sophocles ra mắt, và ba năm sau vở kịch Oresteia của Aeschylus. Danh sách bộ ba được nhấn mạnh một cách rõ ràng qua lời yêu cầu về vai trò của họ trong chiến thắng vĩ đại của Hy Lạp trước Ba Tư tại Trận Salamis —Aeschylus đã chiến đấu ở đó, Sophocles vừa đủ tuổi để ăn mừng chiến thắng trong dàn đồng ca của một chàng trai, và Euripides được sinh ra vào chính ngày diễn ra trận chiến. Tường thuật tạo nên sự sáng tạo của các tác giả của mình trong một hang động trên đảo Salamis, là một hệ thống truyền thông, có tính năng biểu tượng cho sự thiết lập của một định thức đi trước thời đại. Đời sống lớn và toàn bộ sự nghiệp của ông diễn ra trong cuộc đấu tranh giữa Athens và Sparta để phân quyền cho chủ nhân ở Hy Lạp, nhưng ông không hề sống để chứng nhận thất bại cuối cùng của thành phố mình. Người ta nói rằng anh ta đã chết ở Macedonia sau khi bị tấn công bởi những con chó săn Molossian của Vua Archelaus, và rằng cenotaph của anh ta gần Piraeus đã bị đánh - dấu hiệu cho sức mạnh độc nhất của ta, cho dù tốt hay toàn bộ (theo một học giả, cái chết của anh ta có thể làm mùa đông yêu nghiệt của người Macedonian). Trong một thuật toán tường của Plutarch , thất bại thảm khốc của người Athen khiến người Athen phải đánh đổi các bản nhạc của Euripides cho kẻ thù của họ để đổi lấy đồ ăn và thức uống (Life of Nicias 29 ). Plutarch cũng cung cấp câu chuyện mà các tướng Spartan chiến thắng, đã lên kế hoạch phá hủy Athens và nô dịch của dân chúng, đã trở nên thương xót khi được tiếp tục trong bữa tiệc bằng lời bài hát trong vở kịch Electra của Euripides: "Họ cảm thấy rằng đó sẽ là một người hành động rợ tiêu diệt một thành phố đã sản sinh ra những con người như vậy" (Life of Lysander).
Một cuộc đời tranh
Những nhà thơ bi kịch thường là các nhà thơ tranh chế độ giễu trong các lễ hội kịch tính Dionysia và Lenaia and Euripides được chuyển đi nhiều hơn hầu hết. Aristophanes đã viết kịch bản cho anh ta như một nhân vật trong ít nhất ba vở kịch: The Acharnians , Thesmophoriazusae và The Frogs . Nhưng Aristophanes cũng vay mượn, thay vì châm biếm, một số phương pháp của nhà bi kịch; chính anh ấy đã được chế tạo giễu bởi một đồng nghiệp, Cratinus , là:
ὑπολεπτολόγος, γνωμιδιώτης,
εὐριπιδαριστοφανίζων.
một người hay sử dụng từ ngữ, một người tạo ra châm ngôn, một Euripidaristophaniser.
Theo cho một nhà thơ truyện tranh khác, Teleclides , các vở kịch của Euripides được đồng tác giả bởi nhà triết học Socrates:
Μνησίλοχός ἐστ᾿ ἐκεῖνος, <ὃς>φρύγει τι δρᾶμα καινόν
Εὐριπίδῃ, καὶ Σωκράτης τὰ φρύγαν ᾿ ὑποτίθησιν.
[...] Εὐριπίδης σωκρατογόμφους.
Mnesilochus là đàn ông đang chuẩn bị cho vở kịch mới cho Euripides, và Socrates đang hạ bệ trò chơi này.
[...] Euripides bắt tay với Socrates.
Theo Aristophanes, đồng tác giả bị cáo buộc là một diễn viên nổi tiếng, Cephisophon, người cũng ở chung nhà bi kịch và vợ anh ta, khi Socrates dạy toàn bộ một trường phái biện pháp như Euripides:
χαρίεν οὖν μὴ Σωκράτει
παρακαθήμενον λαλεῖν,
ἀποβαλόντα μουσικὴν
τά τε μέγιστα παραλιπόντα
τῆς τραγῳδικῆς τέχνης.
τὸ δ᾿ ἐπὶ σεμνοῖσιν λόγοισι
κραὶ σκατρὴναὶ σκασκρ16αὶ σκ1ραρ16αὶ [1490-99].
Vì vậy, phong cách không phải là ngồi
bên cạnh Socrates và huyên thuyên,
gạt nghệ thuật sang một bên
và bỏ qua
tốt nhất trong nghề nghiệp bi kịch.
Để lờ thời gian
trong cuộc trò chuyện tạo ra
và cắt tóc hai dây
là dấu hiệu của một người đàn ông bị mất trí.
Trong The Frogs, được viết khi Euri pides và Aeschylus đã chết, Aristophanes có thần Dionysus mạo hiểm đến Hades để tìm kiếm một ngôi nhà thơ hay để mang về Athens. Sau một cuộc tranh luận giữa hai con cá đã chết, vị thần đưa Aeschylus trở lại cuộc sống, vì sự khôn ngoan của mình, Aeschylus chủ hữu ích, từ Euripides chỉ là thông minh. Những câu chuyện 'bằng chứng thực' như vậy cho người Athen ngắm mộ Euripides ngay cả khi họ không tin tưởng vào trí tuệ của anh ta, ít nhất là trong cuộc chiến kéo dài với Sparta. Aeschylus đã viết văn bia của riêng mình để kỷ niệm cuộc đời của ông như một chiến binh chiến đấu cho Athens chống lại Ba Tư, mà không đề cập đến thành công của ông với tư cách là một nhà viết kịch; and Sophocles are the people to the same as the những món quà xã hội, và những người đóng góp cho cuộc sống công cộng với tư cách là một quan chức nhà nước; but do not have any profile about the life of the Euripides khai trừ với tư cách là một nhà viết kịch - ông ta có thể là "một kẻ nghiền ngẫm và sống ẩn dật trong vở sách". Anh ta được giới thiệu như vậy trong The Acharnians, nơi Aristophanes cho thấy anh ta đang sống một cách tồi tệ trong một ngôi nhà bấp bênh, xung quanh là những bộ trang phục xé nát những nhân vật đáng chê trách của anh ta ( and Agathon , một nhà thơ bi kịch khác, được phát trong trò chơi sau, Thesmophoriazusae , sống trong cảnh gần như kỳ quái). Mẹ của Euripides là một người bán rau tự do, theo truyện tranh hệ thống, nhưng các vở kịch của anh ấy chỉ ra rằng anh ấy có một nền giáo dục tự do và do đó có đặc biệt là xuất thân.
```
Cuộc đời của một bi kịch
```

Euripides thi đấu lần đầu ở City Dionysia , lễ hội kịch nổi tiếng Athen, vào năm 455 trước Công nguyên, một năm sau cái chết của Aeschylus ; and not be decary to the year 441 before the Resource. Cuối cùng của cuộc thi của ông ở Athens là vào năm 408 trước Công nguyên. Bacchae và Iphigenia in Aulis được thực hiện vào năm 405 trước Công nguyên, và giải nhất đã được trao sau khi hoàn thành. Anh ấy chỉ giải nhất năm lần.
Những vở kịch của anh ấy, và những vở kịch của Aeschylus và Sophocles, cho thấy sự khác biệt về cách nhìn giữa ba người - khoảng cách thế hệ có thể là do Sự khai sáng tinh vi into the Thập kỷ giữa thế kỷ thứ 5: Aeschylus vẫn quay lại thời kỳ cổ đại , Sophocles chuyển giao giữa các thời kỳ, và Euripides hoàn toàn thấm đẫm tinh thần mới của thời đại cổ điển . Khi các vở kịch của Euripides được sắp xếp theo thời gian tự động, chúng tôi cũng tiết lộ rằng sự phát triển của anh ta có thể được thay đổi, cung cấp một "tiểu sử dụng tâm linh", cùng những dòng sau:
một thời kỳ đầu của bi kịch cao độ (Medea , Hippolytus )
một thời kỳ yêu nước khi bắt đầu Chiến tranh Peloponnesian (Children of Heracles , The Suppliants )
một thời kỳ trung gian của sự vỡ mộng trước sự vô nghĩa của chiến tranh (Hecuba , Những người phụ nữ thành Troy )
Thời kỳ chạy tập trung vào âm thanh lãng mạn (Ion , Iphigenia in Tauris , Helen )
Thời kỳ cuối của nỗi tuyệt vọng bi ai (Orestes , Phenicia Women , The Bacchae )
Tuy nhiên, khoảng 80% vở kịch của anh ấy đã bị thất lạc, và ngay cả những tập kịch còn tồn tại cũng không có bức tranh hoàn toàn về sự việc phát triển 'tâm linh' của anh ấy (ví dụ, Iphigenia at Aulis được xác định cùng với Bacchae 'tuyệt vọng', nhưng nó lại chứa đựng các tiền tố đã trở thành hình điển của New Comedy). Trong Bacchae, anh ấy phục hồi khúc nhạc và bài phát biểu của người đưa tin cho tôi đóng vai trò xuyên suốt trong cốt truyện bi kịch, và mã code như đỉnh điểm của xu hướng hòa bình hoặc thay đổi trong các tác phẩm this after của ông (xem Niên đại bên dưới). Được cho là được sáng tác ở vùng hoang dã của Macedonia, Bacchae cũng kịch tính hóa mặt nguyên thủy của tôn giáo Hy Lạp, và một số học giả được giải thích trên bảng đặc biệt theo phương pháp tiểu sử, như :
một loại cải tử hoàn sinh hoặc từ bỏ vô thần chủ;
sự nỗ lực của nhà thơ để tránh cáo buộc gian dối mà sau này vượt qua người bạn Socrates;
with the certificate of a new trust, tôn giáo không thể được phân tích một cách hợp lý.
Một trong những vở kịch sớm nhất còn tồn tại, Medea, bao gồm một bài phát biểu mà như ông viết để bảo vệ mình là một định thức đi trước đại thời gian (do Medea nói):
σκασκ μὲν γὰρ καινὰ προσφέρων σοφὰ
δόξεις ἀχρεῖος κοὐ σοφὸς πεφυκέναι ·
τῶν δ᾿ αὖ δοκούντων εἰδέναι τι ποικίλον
κρείσσων νομισθεὶς ἐν πόλει λυπρὸς φανῇ.
ἐγὼ δὲ καὐτὴ τῆσδε κοινωνῶ τύχης [298-302].
If you mang lại sự khôn ngoan mới lạ cho những kẻ ngu ngốc coi như vô dụng, không khôn ngoan; và nếu thành phố coi bạn là vĩ đại hơn những người nổi tiếng về sự khôn ngoan, bạn sẽ là phật ý. Bản thân tôi là một người chia sẻ trong rất nhiều điều kiện.Wikipedia  site:vi.wikiarabi.org

## Sự Đón Nhận
Euripides đã khởi động và tiếp tục khơi dậy những ý kiến mạnh mẽ ủng hộ và chống lại công việc của ông:
Ông là một vấn đề with the same people and he still as an; Trong nhiều thế kỷ kể từ khi vở kịch của ông được sản xuất lần đầu tiên, ông được ca ngợi hoặc bị truy tố dưới nhiều nhãn hiệu gây hoang mang. Ông đã được mô tả là 'nhà thơ của sự khai sáng Hy Lạp' và cũng là 'Euripides nhà phi lý trí'; với tư cách là một người hoài nghi tôn giáo nếu không phải là một người vô thần, nhưng ngược lại, là một người tin vào phòng của Chúa và sự kết thúc của sự phân chia thần thánh. Ông được coi là một nhà thám hiểm sâu sắc về tâm lý con người và cũng là một nhà thơ hùng biện, người đặt quán tính đặc biệt vào hiệu quả lời nói; với tư cách là một người theo chủ nghĩa sai sót và một nhà nữ quyền; như một người thực thi theo chủ nghĩa, người đưa thảm bi động xuống cấp độ cuộc sống hàng ngày và như một nhà thơ lãng mạn, người chọn những huyền thoại khác thường và kỳ lạ cảnh giới. Ông viết kịch bản được nhiều người hiểu là những tác phẩm yêu nước ủng hộ cuộc chiến của Athens chống lại Sparta và những tập kịch bản khác được nhiều người coi là tác phẩm xuất sắc của nhà viết kịch phản chiến, thậm chí là những tấn công vào chủ nghĩa Athen quốc gia. Ông đã được nhận là tiền thân của Hài kịch mới và cũng là cái mà Aristotle gọi ông là: 'bi kịch nhất trong các nhà thơ' (Poetics 1453a30). And not a in this description is invalid. - Bernard Knox
Aeschylus đã được tổng hợp ba chiến thắng với tư cách là một nhà viết kịch; Sophocles ít nhất là hai mươi; Euripides chỉ có bốn trong cuộc sống của mình; and this is used to be the mark for this after. Nhưng đầu tiên vị trí có thể không phải là tiêu chí chính để thành công (bảo mật hệ thống chọn lọc như bị lỗi loại bỏ), và đơn chỉ được chọn để cạnh tranh là một phân biệt dấu hiệu. Hơn nữa, công việc được Aristophanes lựa chọn để thu hút rất nhiều sự chú ý về truyện tranh là bằng chứng về quan tâm phổ biến đối với tác phẩm của ông. Sophocles đã đủ đánh giá cao nhà trẻ tuổi bị ảnh hưởng bởi anh ấy, như thể hiện rõ ràng trong các vở kịch sau của anh ấy Philoctetes và Oedipus at Colonus . Theo Plutarch, Euripides đã được đón nhận nồng nhiệt ở Sicily, đến mức sau cuộc chiến thất bại, rất nhiều tù nhân Athen đã được thả, chỉ đơn giản là vì có thể dạy cho những người bắt giữ bất kỳ mảnh ghép nào. B.Rất nào họ có thể nhớ về công việc của anh ta. Full year after, Aristotle đã phát triển một lý thuyết gần như "sinh học" về sự phát triển của bi kịch ở Athens: loại hình nghệ thuật phát triển dưới ảnh hưởng của Aeschylus, trưởng thành trong tay của Sophocles, sau that start the end that nhanh chóng với Euripides. Tuy nhiên, "các vở kịch của anh ấy tiếp tục được tán thưởng ngay cả sau khi các vở kịch của Aeschylus và Sophocles có vẻ xa vời và không liên quan"; chúng đã trở thành tác phẩm của trường kinh điển trong thời kỳ Hy Lạp hóa (như đề cập trong giới thiệu phần) và làm sự chuyển đổi từ của Seneca tác phẩm của anh ấy cho người giả La Code, "that is Euripides, is not Aeschylus or Sophocles, that you that be bi kịch chủ trì sự tái sinh của bi kịch ở Châu Âu thời Phục hưng."
Thế kỷ XVII, Racine bày ở ngưỡng mộ, nhưng bị ảnh hưởng bởi Euripides nhiều hơn (Iphigenia at Aulis và Hippolytus là hình mẫu cho các vở kịch Iphigénie và Phèdre của ông ). Danh tiếng của Euripides đã bị đánh bại vào thế kỷ 19, khi Friedrich Schlegel và của anh ấy anh ấy August Wilhelm Schlegel đã vô địch mô hình lịch sử sân khấu 'sinh học' của Aristotle, xác định Euripides với sự suy thoái về đạo đức, chính trị và nghệ thuật của Athens. Các bài giảng tại Vienna của August Wilhelm về nghệ thuật và văn học kịch đã trải qua bốn lần xuất bản từ năm 1809 đến năm 1846; và, trong đó, ông cho rằng Euripides "không chỉ phá hủy trật tự bên ngoài của bi kịch mà còn bỏ qua toàn bộ ý nghĩa của nó". Quan điểm này ảnh hưởng đến Friedrich Nietzsche , tuy nhiên, người có vẻ không biết Euripidean chơi hay. Nhưng các nhân vật văn học, chẳng hạn như nhà thơ Robert Browning và vợ ông Elizabeth Barrett Browning , có thể nghiên cứu và ngưỡng mộ Schlegels, trong khi vẫn đánh giá cao Euripides là "Euripides của chúng ta là con người" (Wine of Síp khổ thơ 12). Những người theo chủ nghĩa cổ điển như Arthur Verrall và Ulrich von Wilamowitz-Moellendorff đã phản ứng chống lại quan điểm của Schlegels và Nietzsche, xây dựng các lập luận đồng tình với Euripides, liên quan đến Wilamowitz trong việc tái diễn lại bi kịch Hy Lạp như một thể loại: "Một bi kịch [tiếng Hy Lạp] không nhất thiết phải kết thúc 'bi thảm' hay 'bi thảm'. Yêu cầu duy nhất là một sự đối xử nghiêm túc." Trong thế giới nói tiếng Anh, chủ nghĩa hòa bình Gilbert Murray đã đóng một vai trò quan trọng trong việc phổ biến Euripides, có lẽ bị ảnh hưởng bởi những vở kịch phản chiến của ông. Ngày nay, cũng như thời Euripide, các giả định truyền thống liên tục bị thử thách, và khán giả do đó có mối quan hệ tự nhiên với triển vọng của người Euripide, có vẻ gần với chúng ta hơn, chẳng hạn như thời Elizabeth. Tuy nhiên, như đã nêu ở trên, các ý kiến vẫn tiếp tục khác nhau, do đó độc giả hiện đại có thể thực sự "cảm thấy có mối quan hệ đặc biệt với Sophocles"; một nhà phê bình gần đây có thể bác bỏ các cuộc tranh luận trong các vở kịch của Euripides là "sự lạc đề của bản thân vì mục đích khoa trương"; và một mùa xuân để bảo vệ: "Những vở kịch của anh ấy rất đáng chú ý vì nhiều âm sắc và sự sáng tạo vui vẻ, điều mà các nhà phê bình gọi là sự giả tạo hoài nghi, về cách xây dựng của chúng."

## Các tác phẩm
Việc truyền tải các vở kịch, từ thế kỷ thứ 5 trước Công nguyên, khi chúng được viết lần đầu tiên, cho đến kỷ nguyên của máy trong, là một quá trình chủ yếu là lộn xộn. Công việc lớn của Euripides đã bị mất và bị hỏng; but the period of this alsobao gồm các chiến trường của các tác giả và người sao chép, nhờ đó mà phần lớn được phục hồi và bảo tồn. Tóm tắt về truyền tải thông thường được tìm thấy trong các phiên bản hiện đại của vở kịch, ba trong số đó được sử dụng làm nguồn cho bản tóm tắt.
Các vở kịch của Euripides, giống như của Aeschylus và Sophocles, được lưu hành dưới văn bản định dạng. Nhưng các môn học ước lệ mà chúng ta coi là tự nhiên ngày nay không được phát minh - không có khoảng cách giữa các từ; không có quán nhất về câu, cũng như cách sử dụng; has no mark for a hơi thở và âm thanh trọng lượng (âm thanh hướng dẫn và nhận dạng từ); no quy ước để biểu thị sự thay đổi của người nói; không có hướng giai đoạn; and the question is write thẳng on page giấy, giống như văn bản. Có thể, những người mua văn bản cung cấp diễn đàn giải thích riêng của họ. Hạn chế, khám phá của Papyri chỉ ra rằng sự thay đổi trong người nói được biểu thị bằng nhiều dấu hiệu khác nhau, chẳng hạn như dấu chấm ngang, dấu hai chấm và dấu chấm. The away of the current of the current size of learning (hỗ trợ hiểu biết), is a bad source rút ra sớm và dai, ảnh hưởng đến việc truyền tải. Các lỗi cũng được đưa ra khi Athens thay thế chữ cái cũ trên gác mái của mình bằng chữ cái Ionian, một sự thay đổi được luật pháp xử lý vào năm 403–402 trước Công nguyên, thêm một tạp chí mới cho nhiệm vụ copy. Nhiều lỗi thoát khác từ xu hướng của các diễn viên trong các từ và câu xen kẽ, tạo ra nhiều lỗi và biến thể thành một luật được đề xuất bởi Lycurgus of Athens vào năm 330 trước Công nguyên "mà các vở kịch của Aeschylus, Sophocles và Euripides phải được viết ra và quản lý tại một văn phòng công cộng; và ký hiệu thị trấn phải đọc lại văn bản với các diễn viên; và tất cả các buổi biểu diễn đều không Tuân thủ quy định này đều là bất hợp pháp. "Luật nhanh chóng được coi là thường và các diễn viên tiếp tục thay đổi cho đến khoảng năm 200 trước Công nguyên, sau đó quen thuộc. In the time period Aristophanes of Byzantium đã biên soạn một bản in của tất cả các tập kịch còn tồn tại của Euripides, đối chiếu từ Alexandria tiền văn bản, kèm theo lời giới thiệu và kèm theo comment is a private "output". This has been going to "ấn tiêu chuẩn" cho tương lai, và nó nêu bật một số quy ước văn học mà độc giả hiện đại mong đợi: vẫn không có khoảng cách giữa các từ; ít hoặc không có câu chấm; and does not have the direction of the; nhưng viết tắt tên biểu thị sự thay đổi của người nói; lời bài hát được chia thành "cola" và "strophai", hoặc các dòng và khổ thơ; and a sound important system was used to.
Sau khi tạo ra một tiêu chuẩn phiên bản, văn bản hoàn toàn không có lỗi, bên cạnh hư hỏng nhẹ và dần dần Được giới thiệu dần dần với việc sao chép nhạt nhạt. Rất nhiều lỗi nhỏ trong số này đã xảy ra trong thời kỳ Byzantine, sau sự thay đổi trong tập lệnh (from unsial to mincule ) và nhiều lỗi là lỗi "homophonic" - tương đương , in English, to Replace "right" for "write"; ngoại trừ những người chép Byzantine có nhiều cơ hội mắc những lỗi này hơn, bởi vì η, ι, οι và ει, được phát âm tự trong Byzantine kỳ.
SCN khoảng năm 200, vở kịch mã của Euripides bắt đầu được lưu hành trong một bộ lọc ấn bản, có thể sử dụng trong trường học, với một số bài bình luận hoặc scholia được ghi ở lề. Tương tự phiên bản đã xuất hiện cho Aeschylus và Sophocles - vở kịch duy nhất của họ vẫn tồn tại cho đến ngày hôm nay. Euripides, tuy nhiên, may mắn hơn những bi kịch khác, với ấn bản thứ hai của tác phẩm của ông vẫn tồn tại, được biên soạn theo thứ tự bảng chữ cái như thể từ một tập hợp các tác phẩm sưu tầm của ông; but not by scholia. This "cái bảng" ấn bản được kết hợp với ấn bản "Select" của một học giả Byzantine vô danh, tập hợp tất cả chín đĩa kịch tồn tại cho đến ngày hôm nay. Các vở kịch "Select" được tìm thấy trong nhiều bản thảo thời Trung cổ, nhưng chỉ có hai bản thảo lưu trữ các vở kịch "Theo chữ cái bảng thứ tự" - thường được ký hiệu là L và P, sau Laurentian Library tại Florence, và Bibliotheca Palatina ở Vatican, chúng được lưu trữ. Người ta tin rằng P bắt nguồn từ các bảng mã của nó và một số vở kịch Chọn từ bản sao của tổ hợp đầu tiên của L, nhưng phần còn lại có nguồn gốc từ nơi khác. P chứa tất cả các vở kịch còn tồn tại của Euripides, L thì mất tích The Trojan Women và các phần sau của The Bacchae.
Ngoài L, P và nhiều bản viết tay thời Trung cổ khác, còn có các mảnh tập lệnh trên giấy cói. This mảnh giấy cói thường chỉ được phục hồi bằng công nghệ hiện đại. Ví dụ, vào tháng 6 năm 2005, các nhà kinh điển học tại Đại học Oxford đã làm việc trong một dự án hợp tác với Đại học Brigham Young , sử dụng công nghệ đa phổ ảnh để lấy lại các chữ viết không đọc được trước đó (xem tài liệu tham khảo). Một số công trình đã được sử dụng công nghệ hồng ngoại - before here are sử dụng để chụp ảnh vệ tinh — để phát hiện vật liệu chưa được biết đến trước đây của Euripides, trong các mảnh vỡ của Oxyrhynchus papyri , một bộ sưu tập Các bản thảo cổ do trường đại học nắm giữ.
Chính từ những tư liệu đó mà các học giả hiện đại cố gắng ghép các bản sao của vở kịch gốc lại với nhau. Đôi khi bức tranh gần như bị mất. Vì vậy, ví dụ, hai vở kịch còn tồn tại, Những người phụ nữ Phoenicia và Iphigenia in Aulis, bị nội suy làm hỏng đáng kể (vở kịch sau có thể được hoàn thành khám nghiệm tử thi bởi con trai nhà thơ); và quyền tác giả của Rhesus là một vấn đề tranh chấp. Trên thực tế, sự tồn tại của vở kịch Alphabet, hay đúng hơn là không có ấn bản tương đương cho Sophocles và Aeschylus, có thể làm sai lệch quan niệm của chúng ta về những phẩm chất đặc biệt của người Euripidean — hầu hết các vở kịch ít "bi thảm" nhất của ông đều nằm trong ấn bản Alphabet; và, có thể, hai bi kịch khác sẽ xuất hiện theo thể loại giống như "người thử nghiệm không ngừng nghỉ" này, nếu chúng ta sở hữu nhiều hơn các phiên bản "chọn lọc" của họ.
Xem Các vở kịch bổ sung bên dưới để biết danh sách các vở kịch "Chọn" và "Theo bảng chữ cái".
Niên đại
Ngày sản xuất ban đầu của một số vở kịch của Euripides được biết đến từ các ghi chép cổ, chẳng hạn như danh sách những người đoạt giải tại Dionysia ; và các giá trị gần đúng thu được cho phần còn lại bằng nhiều phương tiện khác nhau. Cả nhà viết kịch và tác phẩm của ông đều được các nhà thơ truyện tranh như Aristophanes truyền tải, những ngày đã biết về những vở kịch của chính họ có thể đóng vai trò là quảng cáo ga cuối cho những người ở Euripides (mặc dù khoảng cách có thể đáng kể: hai mươi bảy năm riêng biệt Telephus, được biết là đã được sản xuất vào năm 438 trước Công nguyên, từ bản nhại của nó trong Thesmophoriazusae năm 411 trước Công nguyên.). Các tham chiếu trong vở kịch của Euripides cho các sự kiện đương đại cung cấp một ga cuối một quo , mặc dù đôi khi các tham chiếu thậm chí có thể đứng trước một sự kiện có thể ghi dữ liệu (ví dụ: dòng 1074–89 trong Ion mô tả một đám rước đến Eleusis , có lẽ được viết trước khi người Sparta chiếm đóng nó trong Chiến tranh Peloponnesian ). Các dấu hiệu xác định niên đại khác có được nhờ stylometry .
bi kịch Hy Lạp bao gồm lời và đối thoại, phần sau chủ yếu ở iambic trimeter (ba cặp iambic feet trên mỗi dòng). Euripides đôi khi 'phân giải' hai âm tiết của iamb (˘¯) thành ba âm tiết (˘˘˘), và xu hướng này tăng đều theo thời gian đến mức số lượng chân được phân giải trong một vở kịch có thể cho biết ngày sáng tác gần đúng (xem Extant phát dưới đây cho danh sách độ phân giải trên một trăm trimeters của một học giả). Cùng với sự gia tăng độ phân giải này là vốn từ vựng ngày càng tăng, thường liên quan đến các tiền tố để tinh chỉnh nghĩa, cho phép ngôn ngữ giả định một nhịp điệu tự nhiên hơn, đồng thời trở nên tinh tế hơn bao giờ hết về mặt tâm lý và triết học.
The trochaic tetrameter catalectic —4 cặp trochees trên mỗi dòng, với âm cuối bị lược bỏ — được Aristotle xác định là thước đo ban đầu của cuộc đối thoại bi kịch (Poetics 1449a21). Euripides sử dụng nó ở chỗ này và chỗ khác trong các vở kịch sau này của mình, nhưng dường như không sử dụng nó trong các vở kịch ban đầu của mình, với Những người phụ nữ thành Troy là sự xuất hiện sớm nhất của nó trong một vở kịch còn tồn tại — đó là triệu chứng của một xu hướng thay đổi sau này của ông các tác phẩm.
Các vở kịch sau này cũng sử dụng rộng rãi Browsehomythia (tức là một loạt các vở kịch một lớp). Cảnh dài nhất như vậy bao gồm một trăm lẻ năm dòng trong Ion (dòng 264–369). Ngược lại, Aeschylus không bao giờ vượt quá hai mươi đường may mặc; Cảnh dài nhất như vậy của Sophocles là năm mươi dòng và bị ngắt nhiều lần bởi α timesλαβή (Electra , dòng 1176–1226).
Việc sử dụng lời bài hát của Euripides trong các phần hát cho thấy ảnh hưởng của Timotheus of Miletus trong các vở kịch sau đó — ca sĩ cá nhân đã trở nên nổi bật, và được trao thêm phạm vi để thể hiện kỹ thuật điêu luyện của mình trong các bản song ca trữ tình, cũng như thay thế một số chức năng của hợp xướng bằng monodies. Đồng thời, hợp xướng bắt đầu mang hình thức của dithyrambs gợi nhớ đến thơ ca của Bacchylides , có cách xử lý công phu về thần thoại. Đôi khi những bản hợp xướng sau này dường như chỉ có mối liên hệ mỏng manh với cốt truyện, chỉ liên quan đến hành động trong tâm trạng của họ. Tuy nhiên, Bacchae cho thấy sự đảo ngược với các hình thức cũ, có thể là một hiệu ứng cổ xưa có chủ ý, hoặc vì không có nghệ sĩ hợp xướng điêu luyện nào ở Macedonia (nơi nó được cho là đã được viết).